# Monti Voras
I Monti Voras (greco: Όρος Βόρας), chiamati anche Nidže dai macedoni del Nord, sono una catena montuosa situata nella penisola balcanica al confine fra Grecia e Macedonia del Nord. La cima più alta è il monte Kajmakčalan (2.524 m) sul quale nella prima guerra mondiale fu combattuta un'importante battaglia fra serbi e bulgari.
Le montagne si estendono per circa 40 km in direzione nord-est -> sud-ovest da nord di Edessa a nord del lago Petron su una superficie di circa 900 km² di cui i due terzi in territorio greco ed un terzo in quello macedone.
In territorio greco occupano la zona nord-occidentale della prefettura di Pella ed una piccola porzione nel settore nord-orientale della prefettura di Florina. Nella Macedonia del Nord occupano la sezione sud.occidentale della Regione di Pelagonia.
Ai piedi del monte Kajmakčalan, in territorio greco, si trovano il lago Vegoritida, che è il terzo lago della Grecia per estensione, ed il lago Petron.
Le principali città che si trovano vicino ai monti Voras sono Edessa in Grecia e Bitola nella Macedonia del Nord.